# Antonio Galli da Bibiena
Antonio Galli da Bibiena (* 1. Januar 1697 oder 1698 oder am 16. Januar 1700 in Parma; † 28. Januar 1774 in Mailand oder Mantua) war ein italienischer Dekorationsmaler und Architekt des Spätbarock. Hauptsächlich beschäftigte er sich mit der Szenografie und dem Entwurf von Theaterbauten.

## Leben
Antonio Galli da Bibiena war der dritte Sohn des Architekten Ferdinando Galli da Bibiena sowie Bruder von Alessandro, Giuseppe und Giovanni Maria d. J. Galli da Bibiena (um 1739–1769). Nach seiner Ausbildung in Parma arbeitete er für seinen Vater in Bologna und Fano. Ab 1721 siedelte er nach Wien über, wo er 1727 zweiter Theateringenieur wurde. Er entwarf die Ausstattungen verschiedener Stadtpalais und wirkte an der Erweiterung der St.-Peters-Kirche mit. Daneben erstellte er Festdekorationen, arbeitete an den Trauerfeierlichkeiten für Karl VI. mit und freskierte die Scheinkuppel der Trinitarierkirche in Preßburg.
1740 ging er nach Italien zurück, wo er von 1751 bis 1753 das abgebrannte Theater im Palazzo della Signoria in Siena neu erbaute und selbst ausstattete. Zu seinen weiteren bekannten Theaterbauten zählen das Teatro Fraschini in Pavia, das Teatro Scientifico im Palazzo dell’Accademia Virginale in Mantua und das Teatro Comunale in Bologna.
Des Weiteren gestaltete er die Theater in Pistoia und das La Pergola Theater in Florenz.

## Galerie

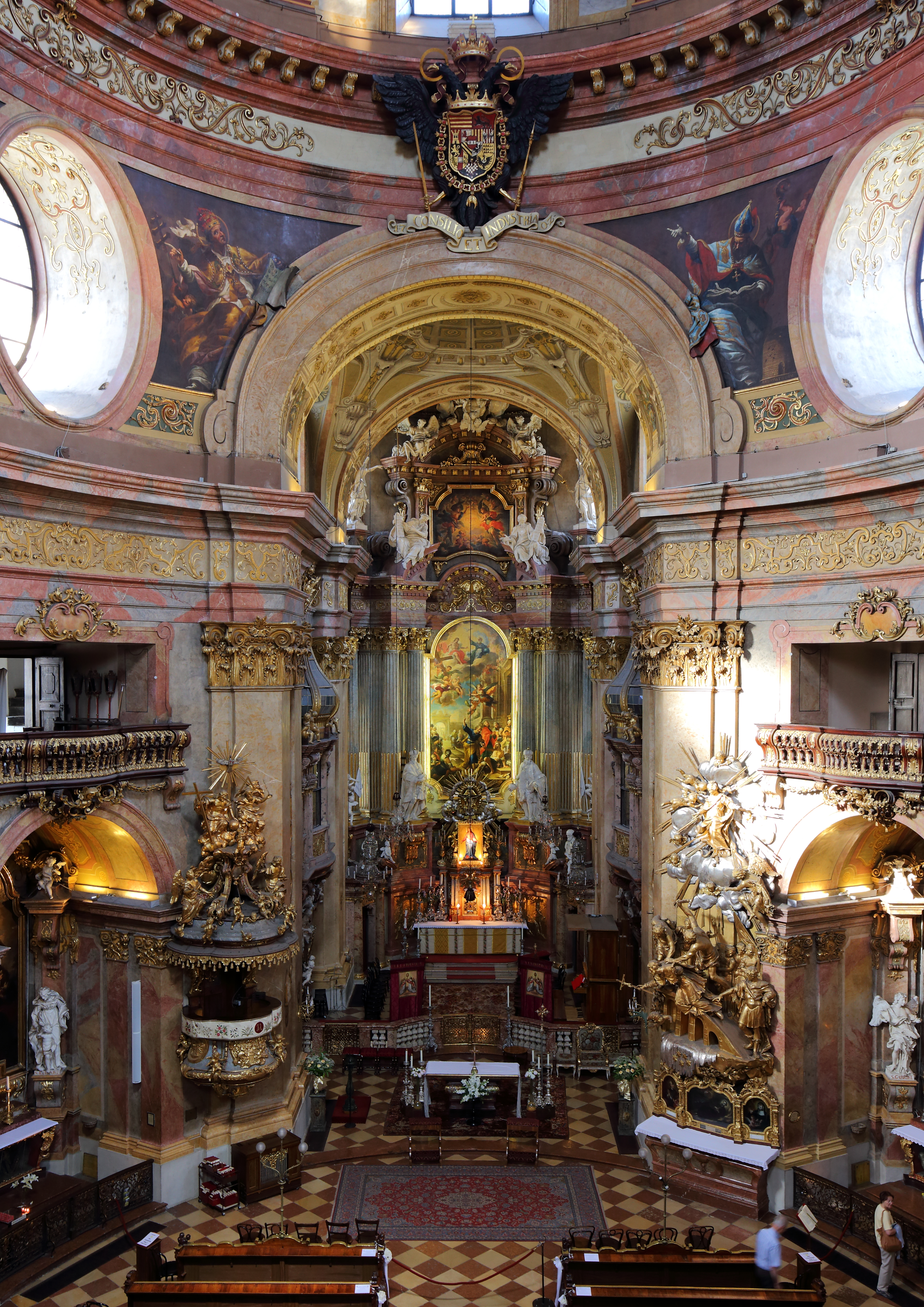
Hochaltar der St.-Peters-Kirche in Wien
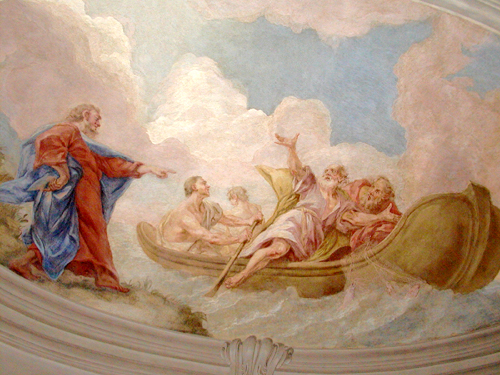
Fresko unter der Orgelempore
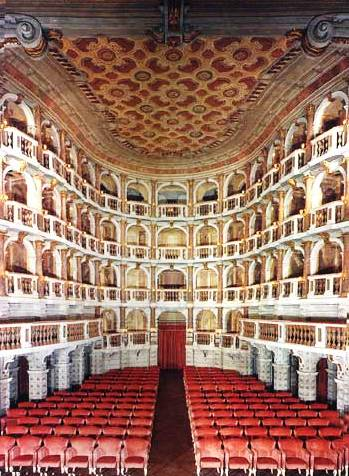
Innenraum des Teatro Scientifico in Mantua
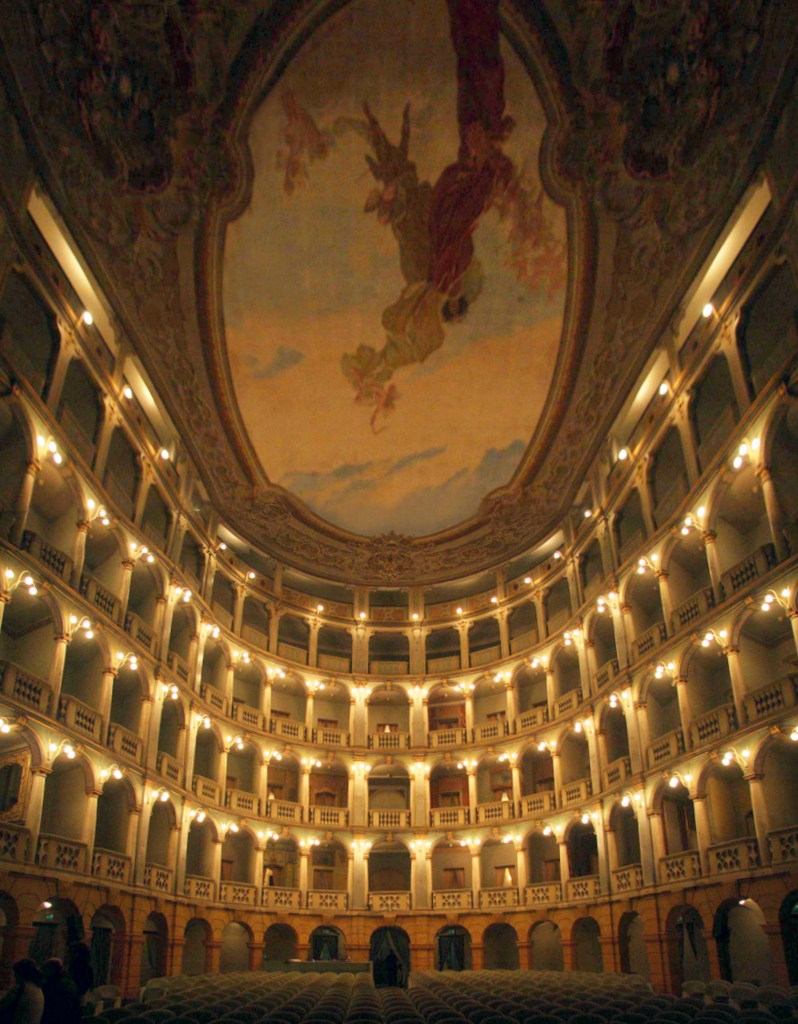
Innenraum des Teatro Fraschini in Pavia